# Asian Hockey Federation
Die Asian Hockey Federation (AHF) ist einer der fünf Kontinentalverbände der FIH und organisiert Hockeywettbewerbe in Asien. Sie wurde 1958 in Tokio gegründet. Gründungsmitglieder sind Indien, Japan, Korea, Malaysia und Pakistan. Die AHF hat dreißig Mitglieder. Ihr Präsident ist Abdullah Sultan Ahmad Shah, Sitz der AHF ist Kuala Lumpur, Malaysia.
Die AHF richtet verschiedene Hockeyturniere aus, insbesondere seit 1981 die Kontinentalmeisterschaft von Asien, den Asia Cup. Seit 2008 wird die Meisterschaft auch in der Halle ausgespielt.

## Mitglieder
| Afghanistan   | Bangladesh  | Brunei       | Kambodscha                   | China      |
| Taiwan        | Hongkong    | Indien       | Indonesien                   | Iran       |
| Japan         | Kasachstan  | Südkorea     | Nordkorea                    | Macao      |
| Malaysia      | Mongolei    | Myanmar      | Nepal                        | Oman       |
| Pakistan      | Philippinen | Katar        | Singapur                     | Sri Lanka  |
| Tadschikistan | Thailand    | Turkmenistan | Vereinigte Arabische Emirate | Usbekistan |

## Wettbewerbe
- Hockey Asia Cup
- Hockey Junior Asia Cup
- Hockey Asian Champion Clubs Cup